# 鳩居堂
鳩居堂（きゅうきょどう）は、書画用品・香の老舗専門店である。1663年に薬種商として創業し、蛇頂石などの民間療法薬を販売したが、その後徐々に業態を転換し、香や文房具を扱うようになった。京都に本店、東京に銀座本店を置いており、東京鳩居堂はさらに5つの支店を持つ。1万点の商品があり、4､5千点は常時店内に置いているという。

## 歴史
1180年（治承4年）源頼朝が熊谷直実の軍事的活躍を称え「向かい鳩」の家紋を贈った。直実は1186年（文治2年）に平敦盛を討つなど活躍するが、1193年（建久4年）に出家して法然の弟子となり「蓮生（れんせい）」と名乗った。
1663年（寛文3年）、直実から数えて20代目の子孫を称する直心（じきしん）が薬種商として現在の場所に店舗を開いて創業。屋号は儒学者・室鳩巣が『詩経』の召南の篇にある「維鵲有巣、維鳩居之」より採って命名したもので、カササギの巣に托卵する鳩の様子から、「店はお客様のもの」という謙譲の心で経営すべきとの意が込められた屋号であるという。同時に、この屋号は「向かい鳩」の家紋や、室鳩巣の雅号にちなんでいる。
1700年代（元禄13年）に入ると、薬種と香の原料が共通することから薫香線香の製造を行うようになる。また、薬種原料の輸入先である中国から、書画用品を輸入して販売するようになった。
1789年（寛政元年）頃、頼山陽ら文人墨客との交流から筆・墨も扱うようになり、独自の技術が中国製をしのぐものだと評価されるようになる。1800年代（寛政12年）初頭、頼山陽が監修し改良された筆や墨が完成。その出来を気に入った山陽は鳩居堂に書や巻物を贈った。
1850年（嘉永3年）前後、4代目の直恭は、社会奉仕に力を入れ、天然痘の予防接種を取り扱う種痘所である「有信堂」を設けたほか、コレラ対策に尽力するが、1859年に自身もコレラに感染し、その生涯を閉じた。
1860年（安政6～7年、万延元年）前後、7代目の直孝は、有信堂に教育塾を設置。これをもとに、1869年（明治2年）、柳池小学校（1947年の新学制により柳池中学校となったのち、現在は城巽中学校と併合され京都御池中学校となっている）が開校した。没後の1903年に直孝は「贈従五位」を授かる。
1877年（明治10年）4代目の直恭以来行われてきた社会奉仕ならびに国事事業への貢献が認められ、当時の太政大臣である三條実美から8代目の直行に、平安時代から伝承されてきた「宮中御用の合せ香」の秘密の調合法のすべてが伝授された。この調合法は現代まで鳩居堂の当主によって受け継がれている。
1891年（明治24年）、宮内省御用達制度が制定され、皇室御用達の業者となった。この制度は1945年まで続いた。
1942年（昭和17年）個人組織であった鳩居堂が、鳩居堂製造株式会社、株式会社京都鳩居堂、株式会社東京鳩居堂に分社化された。

## 店舗

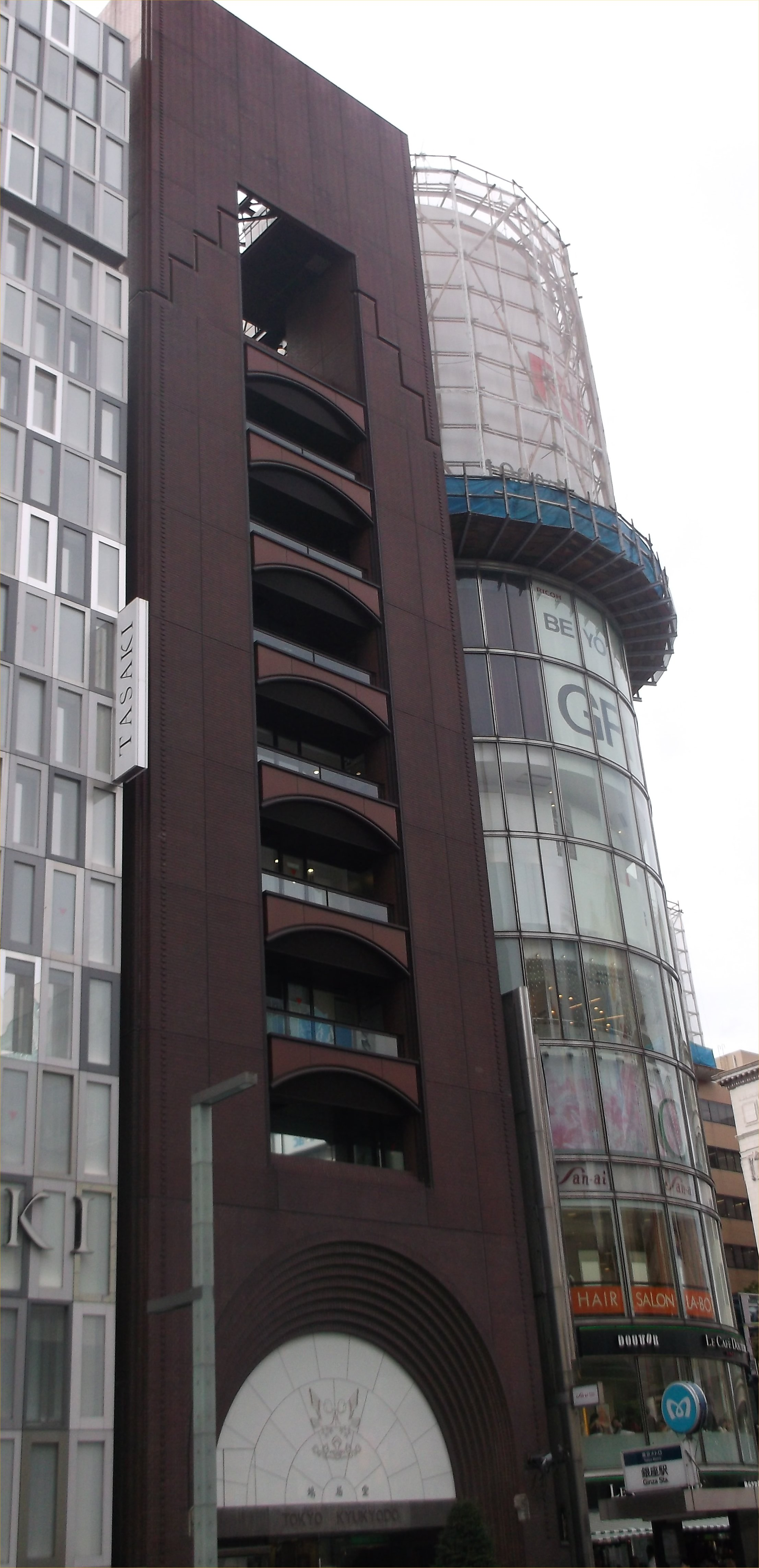
東京鳩居堂本店。右隣は三愛ドリームセンター。

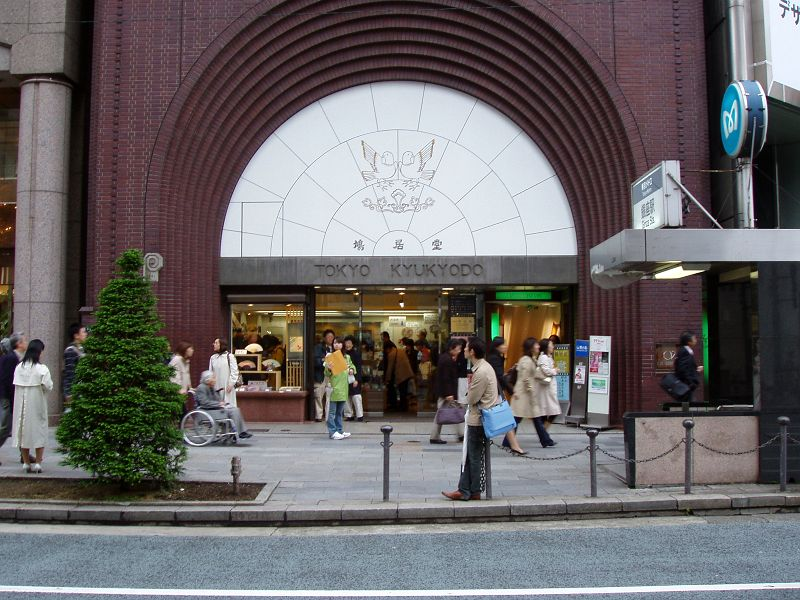
銀座鳩居堂（2008年5月11日撮影）

### 株式会社京都鳩居堂
京都における販売部門で、創業地（京都市中京区寺町通姉小路上る）に立地している。

### 株式会社東京鳩居堂
東京における販売部門で、中央通りに面している。また、東京鳩居堂本店前（東京都中央区銀座5丁目）は、路線価日本一の場所である。本店内には「鳩居堂画廊」を併設している。
支店には以下の店舗がある。
- 渋谷店（渋谷スクランブルスクエア・ショップ＆レストラン14階）[9]
- 新宿店（京王百貨店新宿店6階）[9]
- 横浜店（そごう横浜店7階 ロフト内）[9]
- 池袋店（東武百貨店池袋本店7階）
- ソラマチ店（東京スカイツリー） - 2022年10月31日をもって閉店[9]。

かつてはプレイガイド部門もあり、プロ野球、プロレスリング等のスポーツ興行や舞台演劇、音楽コンサートのチケットを取扱っていたことがあった。